# Hymenoplia minuta
Hymenoplia minuta är en skalbaggsart som beskrevs av Baguena 1955. Hymenoplia minuta ingår i släktet Hymenoplia och familjen Melolonthidae. Inga underarter finns listade i Catalogue of Life.